# Leucania decisissima
Leucania decisissima là một loài bướm đêm trong họ Noctuidae.